# Koozå

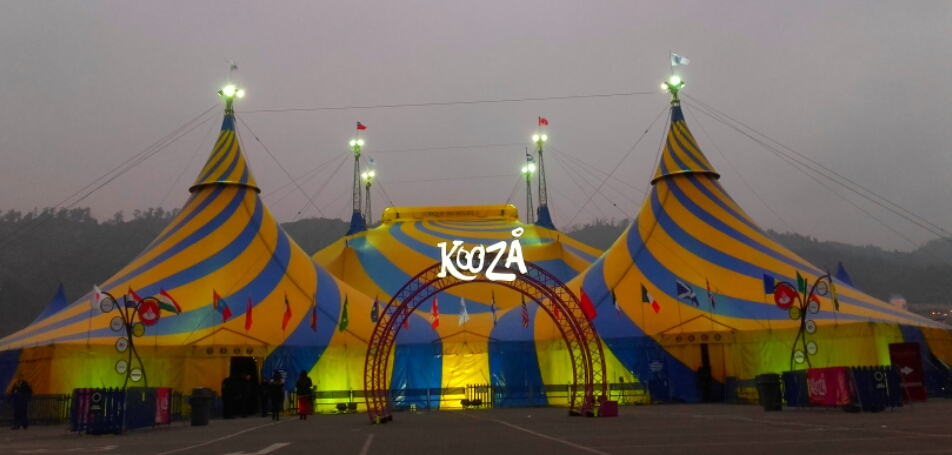
Gran carpa del Circo du Soleil en Chile.

 Koozå es un espectáculo creado por la compañía Cirque du Soleil, estrenado en Montreal, Canadá el año 2007. El show fue escrito y dirigido por David Shiner, quien previamente había trabajado como payaso en el espectáculo del Cirque du Soleil Nouvelle Expérience. Su experiencia como payaso y su trabajo en el Circo Knie y en el Circo Roncalli hicieron posible su trabajo en Koozå.'  'es el sexto espectáculo del circo su soleil.

## Historia
Debido al terremoto ocurrido en Japón en 2011, los artistas y el personal de Koozå fue temporalmente reubicado en Macau, donde continuaron entrenando en el espectáculo del Cirque du Soleil Zaia.  El mayor beneficio de haber sido reubicados aquí, fue que el equipo fue capaz de asociarse con el personal de Zed ( el cual estaba ubicado en Japón) y Zaia en las instalaciones de entrenamientos de Macau. Los artistas también pudieron tener contacto con artistas de "The House of Dancing Water", el espectáculo basado en La Ciudad de Sueños creado por el anterior director del Cirque du Soleil Franco Dragone. Los shows programado entre el día 11 de marzo y 9 de abril fueron cancelados. la troupe reinició las presentaciones luego de que la administración de la compañía realizó una inspección de seguridad minuciosa.

## Set e información técnica
Stéphane Roy fue el encargado de diseñar el escenario para Koozå. Los primeros sitios para el público son mayores a los de otras producciones, más de 260 asientos en la primera fila.  el escenario tiene una importante zona dentro del show, una torre móvil denominada "bataclan". La decoración del Bataclan está inspirado en la cultura Hindú, buses pakistaníes y en la joyería India. La gran estructura hecha de tela tras el bataclan es de naturaleza orgánica, ya que está impreso con motivo de la estructura interna de las hojas. El escenario como tal, está decorado con un diseño creado para asemejarse al cielo que se veía durante la noche de estreno del show.

## Espectáculo
"Kooza cuenta la historia de Inocente, un solitario y melancólico personaje que busca su lugar en el mundo"

### Números
- Charivari
- Contorsión
- Aro Aéreo (2016-)
- Uniciclo
- Alambre Alto
- Rueda de la muerte
- Manipulación de Aros (2010-)
- Balanceo en sillas
- Teeterboard

### Números en rotación
- Rueda Simple : Este acto se ejecuta en caso de que alguno de los otros actos no se pudiese llevar a cabo.

### Números retirados
- Malabares
- Pickpocket (acto de comedia)
- Mano a mano
- Trapecio (2007-2015)

## Elenco
A pesar de que hay muchos intérpretes en Koozå,  hay seis personajes primarios quiénes son esenciales dentro del espectáculo.
- El Trickster: Creado el mundial aquello es Koozå para el Inocente.
- El Inocente: Está ansioso de conocer el mundo, y descubrir muchas cosas inesperadas.
- El Rey: Representa al "Rey de los tontos", siempre se le ve acompañado de sus compañeros, los payasos.
- Payasos: Los dos payasos representan a los compañeros del Rey
- Heimloss: Está en cargo de toda la maquinaria en Koozå.
- El Perro Malo: No está entrenado del todo, pero de todas maneras se vuelve compañero del Inocente.

## Vestuario
Marie-Chantale Vaillancourt (diseñadora de vestuario) eligió un conjunto de colores más relacionado con el circo tradicionnal: rojo, blanco y dorado. Los trajes de Kooza están diseñados según el punto de vista del personaje conocido como "El Inocente". El traje del Inocente posee líneas horizontales, es muy ajustado, con mangas hasta las muñecas y pantalones muy cortos, buscando ilustrar una vestimenta de niño antiguo. Otro personaje principal, el Trickster, está vestido impecablemente, con las mismas líneas coloridas que el Inocente, solo que verticales. Las líneas del traje del Trickster están tan bien alineadas que coinciden con las del casco, el pantalón, y los zapatos.